# Biografielijst Fj

## Fja
- Ellen Fjæstad (1986), Zweeds actrice
- Ludvig Fjällström (1993), Zweeds freestyleskiër

## Fjo
- Aljaksej Fjodaraw (1972), Wit-Russische schaker
- Aleksej Fjodorov (1991), Russisch atleet
- Olga Fjodorova (1983), Russisch atlete en bobsleester
- Alexandra Fjodorovna (1872-1918), Duits-Russisch echtgenote van tsaar Nikolaas II